# Leptinopterus suturalis
Leptinopterus suturalis es una especie de coleóptero de la familia Lucanidae.

## Distribución geográfica
Habita en Brasil.